# Pierre-Émile Rouard
Pour les articles homonymes, voir Rouard.
Pierre-Émile Rouard (né le 24 novembre 1839 à Montigny-sur-Aube - mort le 19 février 1914 à Cannes), est un prélat français, évêque de Nantes.

## Biographie
Élève au petit séminaire de Plombières puis au grand séminaire de Dijon, Pierre-Émile Rouard est ordonné prêtre en mai 1864. Nommé curé archiprêtre de la cathédrale de Dijon en 1888 et vicaire général du diocèse de Dijon en 1892, il est nommé évêque de Nantes en 1896.
Malgré le contexte anticlérical de l'époque, il réussit à maintenir les écoles catholiques et à développer les œuvres catholiques de jeunesse.

## Succession apostolique
Pierre-Émile Rouard a ordonné les évêques suivants :
- Évêque Joseph-Marie Leray (pl), M.S.C. (1898)
- Évêque Jean-Ephrem Bertreux, S.M. (1912)

## Armes
Écartelé : bandé d'or et d'azur de six pièces à la bordure de gueules, qui est de bourgogne ancien ; et d'hermine plein, qui est de Bretagne et de Nantes ; sur le tout, d'azur à la croix alaisée d'or.